# II. Agészilaosz spártai király
II. Agészilaosz (görög betűkkel: Ἀγησίλαος B'),  eurüpóntida spártai király volt, uralkodása Kr. e. 399 – Kr. e. 360 közé tehető.
I. e. 444-443 körül született.
I. e. 396-tól sikeresen harcol a perzsákkal Kis-Ázsiában. Legyőzte többek közt Tisszaphernész, ardeszi helytartó hadait is. A perzsák által pénzelt görögországi lázongások miatt azonban visszatérni kényszerült a Peloponnészoszra, ahol i. e. 394-ben győzelmet aratott a boiót lázadók felett.
I. e. 387-ben békét kötött a perzsákkal, ezt követően pedig Spárta görögországi hegemón helyzetének megőrzésén és megerősítésén dolgozott. Két ízben is kivédte Epameinóndasz thébai hadvezér ostromát.
I. e. 361-ben zsoldosseregével Egyiptomba utazott, hogy javítson Spárta anyagi helyzetén, ám i. e. 360-ban elhunyt.
| Előző uralkodó: II. Agisz | Spárta eurüpóntida királya Kr. e. 399 – Kr. e. 360 | Következő uralkodó: III. Arkhidamosz |